# Георге Деметреску
Георге Деметреску (рум. Gheorghe Demetrescu; Букурешт, 22. јануар 1885 — Букурешт, 15. јул 1969) био је румунски математичар, астроном и сеизмолог.